# هادي عيسى
هادي سعد قائد عيسى المشهور ب هادي عيسى قائد عسكري يمني ومن ثوار ثورة 26 سبتمبر 1962 في شمال اليمن ضد الحكم الإمامي.

## النشأة
ولد في العام 1921 في قرية بيت دغيش، في مديرية بني الحارث في محافظة صنعاء التحق بالجيش وتخرج من الكلية الحربية عام 1947م. كما عمل لاحقا كمترجم لولي العهد سيف الإسلام محمد البدر وتولى تدريب قطاع عسكري عُرف بـ(فوج البدر)، وتدريسه اللغة الإنجليزية، كما عمل مديرًا لمصنع الغزل والنسيج.

## المرحلة الثورية
انضم إلى تنظيم الضباط الأحرار الذي سعى للإطاحة بحكم الإمام أحمد وبعد قيام الثورة كان عضوا في محكمة شُكلت لمحاكمة رموز النظام الملكي السابق، قضت بإعدام عدد منهم. شارك بعدها في كثير من معارك الدفاع عن الثورة في عدد من المناطق، وتولى قيادة عدد من الجبهات، كما عمل مديرًا لمدرستي الإشارة وصف الضباط، وقائدًا للحرس الوطني والجيش الشعبي، ونائبًا لوزير الدفاع، وساهم في إنشاء عدد من المدارس العسكرية ومنها المدفعية، والمدرعات، والمظلات، والصاعقة، والمشاة، والشرطة، كما تولى قيادة لواء صنعاء.
قاد أول عرض عسكري في العيد السنوي الأول للثورة.

## الإعدام
في إحدى مراحل الصراع الداخلي ضمن الصف الجمهوري اعتقل مع العميد محمد الرعيني نائب رئيس الجمهورية وآخرين بتهم الارتباط بجهات خارجية وإجهاض الثورة وحوكموا أمام محكمة عسكرية برئاسة محمد الهنومي في مقر قيادة القوات المصرية باليمن وحكم عليه بالإعدام في العام 1966.